# Lion's Cup 1978 - Singolare
Il singolare del torneo di tennis Lion's Cup 1978, facente parte dei Tornei di tennis femminili indipendenti nel 1978, ha avuto come vincitrice Chris Evert che ha battuto in finale Martina Navrátilová con il punteggio di 7–5, 6–2.

## Tabellone

### Legenda
| - Q = Qualificato - WC = Wild card - LL = Lucky loser | - ALT = Alternate - SE = Special Exempt - PR = Protected Ranking | - w/o = Walkover - r = Ritirato - d = Squalificato |

|  | Primo turno         | Primo turno         | Primo turno         | Primo turno | Primo turno |  |  | Finale              | Finale              | Finale              | Finale | Finale |  |
|  |                     |                     |                     |             |             |  |  |                     |                     |                     |        |        |  |
|  | Chris Evert         | Chris Evert         | Chris Evert         | 6           | 6           |  |  |                     |                     |                     |        |        |  |
|  | Virginia Wade       | Virginia Wade       | Virginia Wade       | 1           | 3           |  |  | Chris Evert         | Chris Evert         | Chris Evert         | 7      | 6      |  |
|  | Martina Navrátilová | Martina Navrátilová | Martina Navrátilová | 6           | 6           |  |  | Martina Navrátilová | Martina Navrátilová | Martina Navrátilová | 5      | 2      |  |
|  | Evonne Goolagong    | Evonne Goolagong    | Evonne Goolagong    | 3           | 2           |  |  |                     |                     |                     |        |        |  |